# Джеймс Бонд
Сер Джеймс Бонд (англ. James Bond), командер ВМФ Великої Британії, також відомий як «агент 007» — головний персонаж романів британського письменника Яна Флемінга про вигаданого агента MI-6. Здобув широку популярність після початку екранізації романів Флемінга. Серія фільмів про Джеймса Бонда іменується «бондіаною» і є однією з найбільш тривалих серій фільмів в історії. З 1962 по 2021 роки вийшли 25 фільмів. Серія принесла її творцям понад 7 млрд доларів США, ставши третім за успішністю кіносеріалом в історії.

## Бондіана
Народження героя
Джеймса Бонда вигадав колишній журналіст Ян Флемінг, в роки війни з нацизмом служив особистим помічником шефа розвідки британського королівського флоту. Після публікації першої книги — «Казино Рояль» — Флемінг розповів колезі по «Sunday Times», що інтерес до написання роману з'явився у нього після того, як він прочитав під час війни в архіві розвідувальної служби про пригоди Сіднея Рейлі.

## Популярність
Джеймс Бонд здобув світову популярність завдяки серії фільмів виробництва компанії EON Productions. Станом на 2015 рік знято двадцять чотири фільми, а також два від незалежних продюсерів. Продюсерами більшості з них були Альберт Брокколі та Гаррі Зальцман аж до 1975 року, коли Брокколі став єдиним продюсером. З 1995 року його дочка Барбара Брокколі і пасинок Майкл Вілсон продовжують співпрацю над цим проектом.
На сьогодні роль Джеймса Бонда в офіційній серії зіграли шість акторів:
- Шон Коннері (1962–1967; 1971)
- Джордж Лезенбі (1969),
- Роджер Мур (1973–1985),
- Тімоті Далтон (1987–1989),
- Пірс Броснан (1995–2002),
- Деніел Крейг (2006-2021).

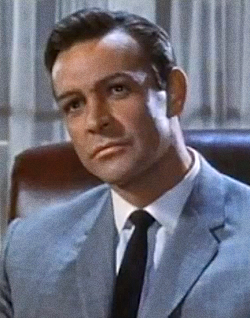
Шон Коннері
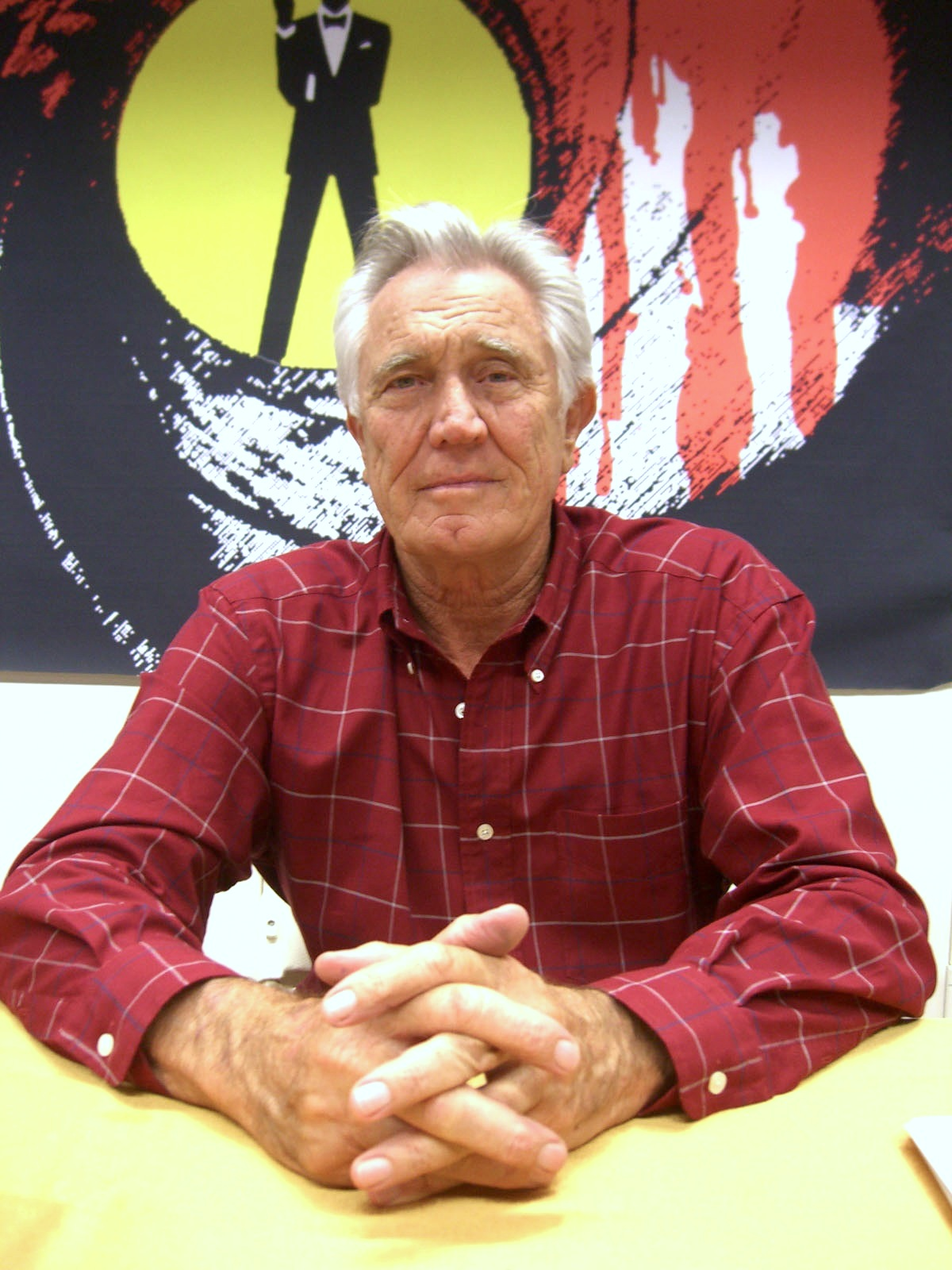
Джордж Лезенбі (2008)
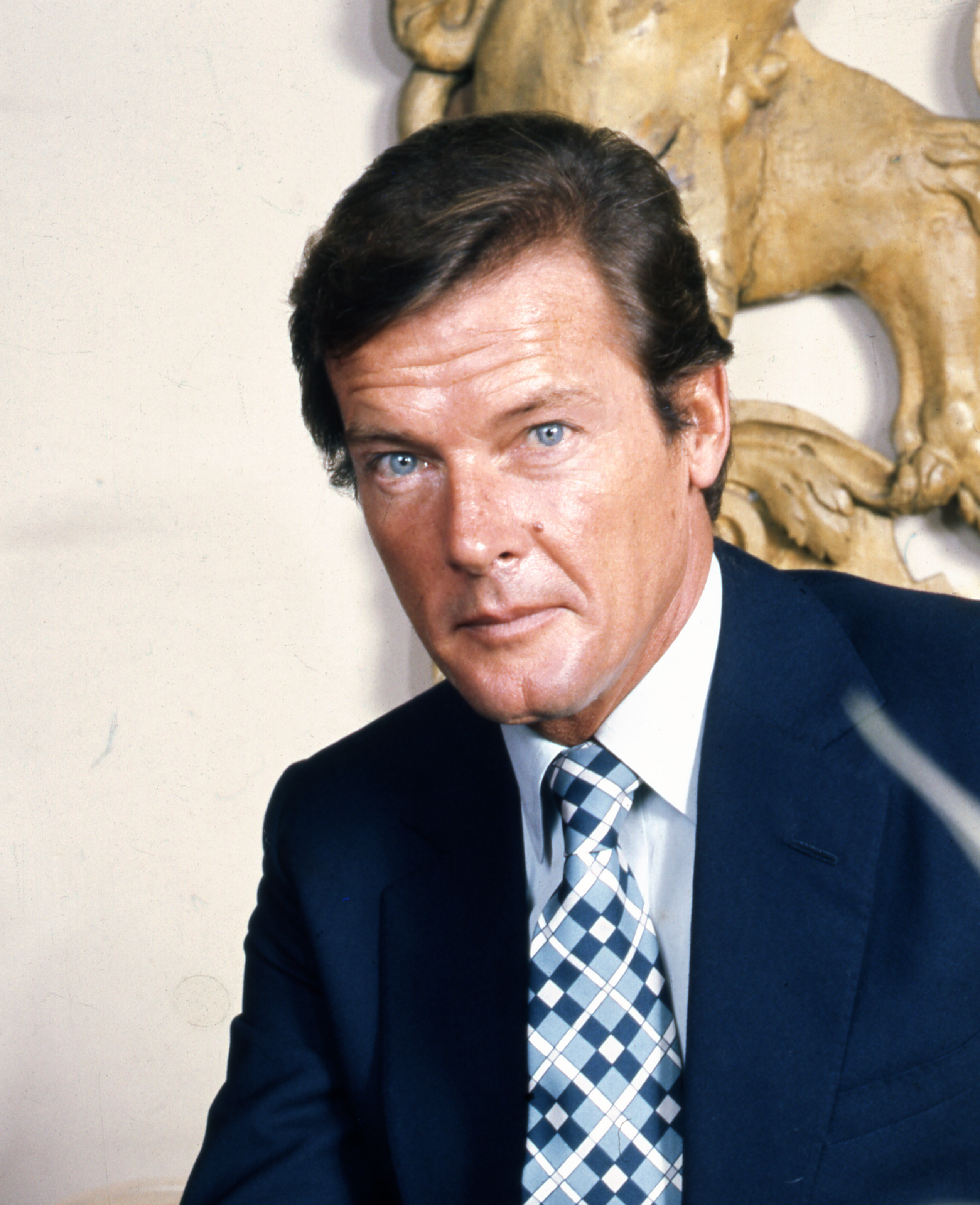
Роджер Мур
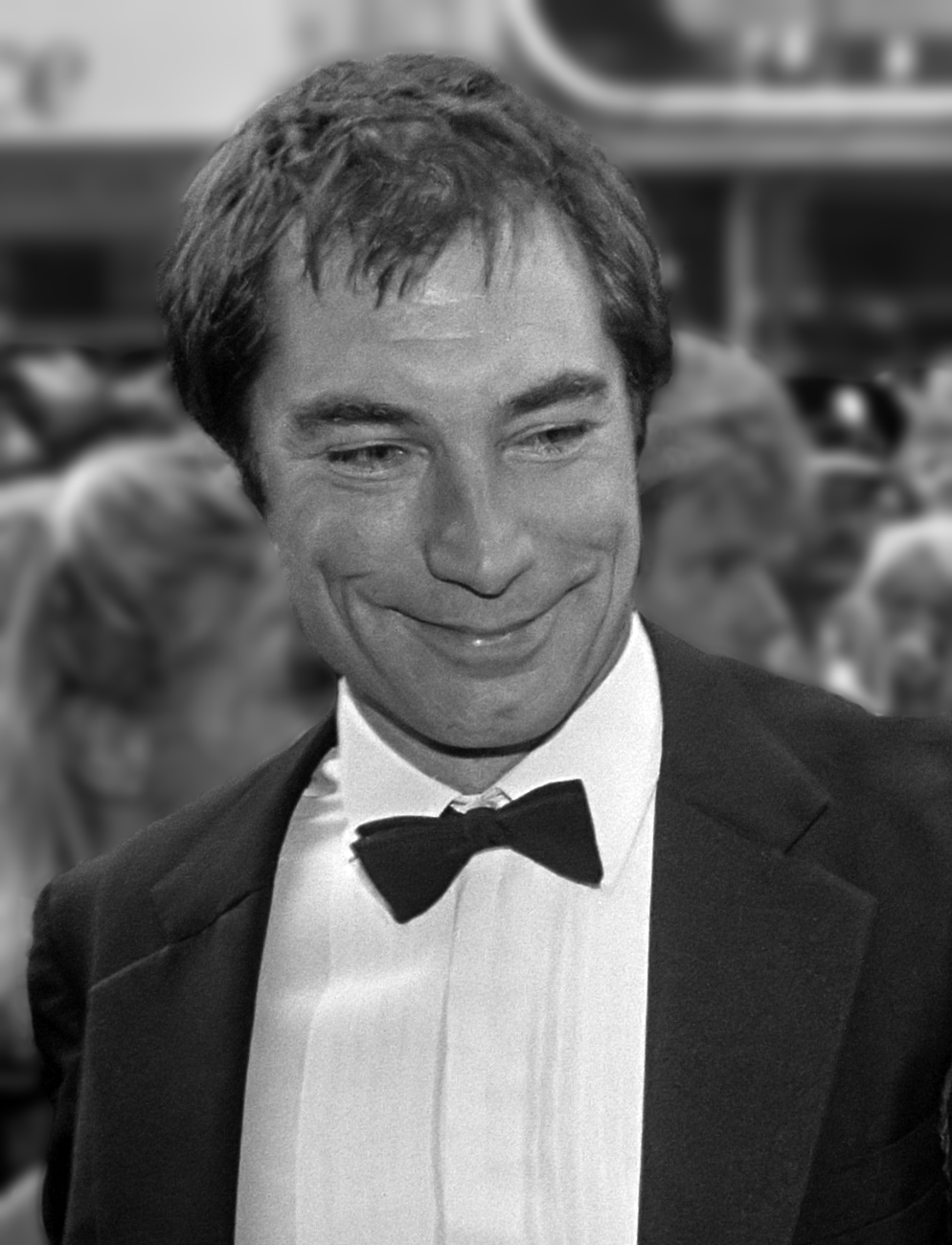
Тімоті Далтон
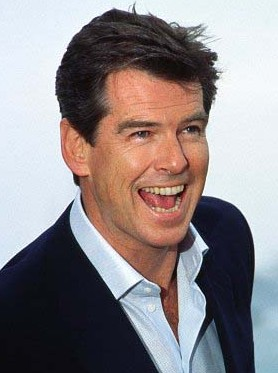
Пірс Броснан
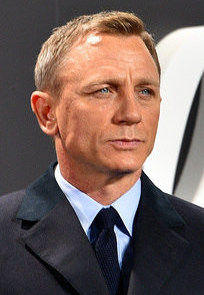
Деніел Крейг

У неофіційних фільмах:
- Девід Найвен зіграв Джеймса Бонда в не-EON-варіанті фільму Казино «Рояль» 1967 року.
- Шон Коннері зіграв Джеймса Бонда в іншому не-EON-фільмі Ніколи не кажи «ніколи» 1983 року, варіанті фільму 1965 року Кульова блискавка, в якому він теж знімався.

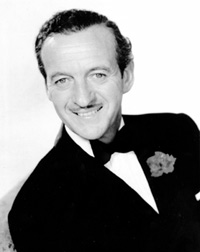
Дейвід Нівен (1967)
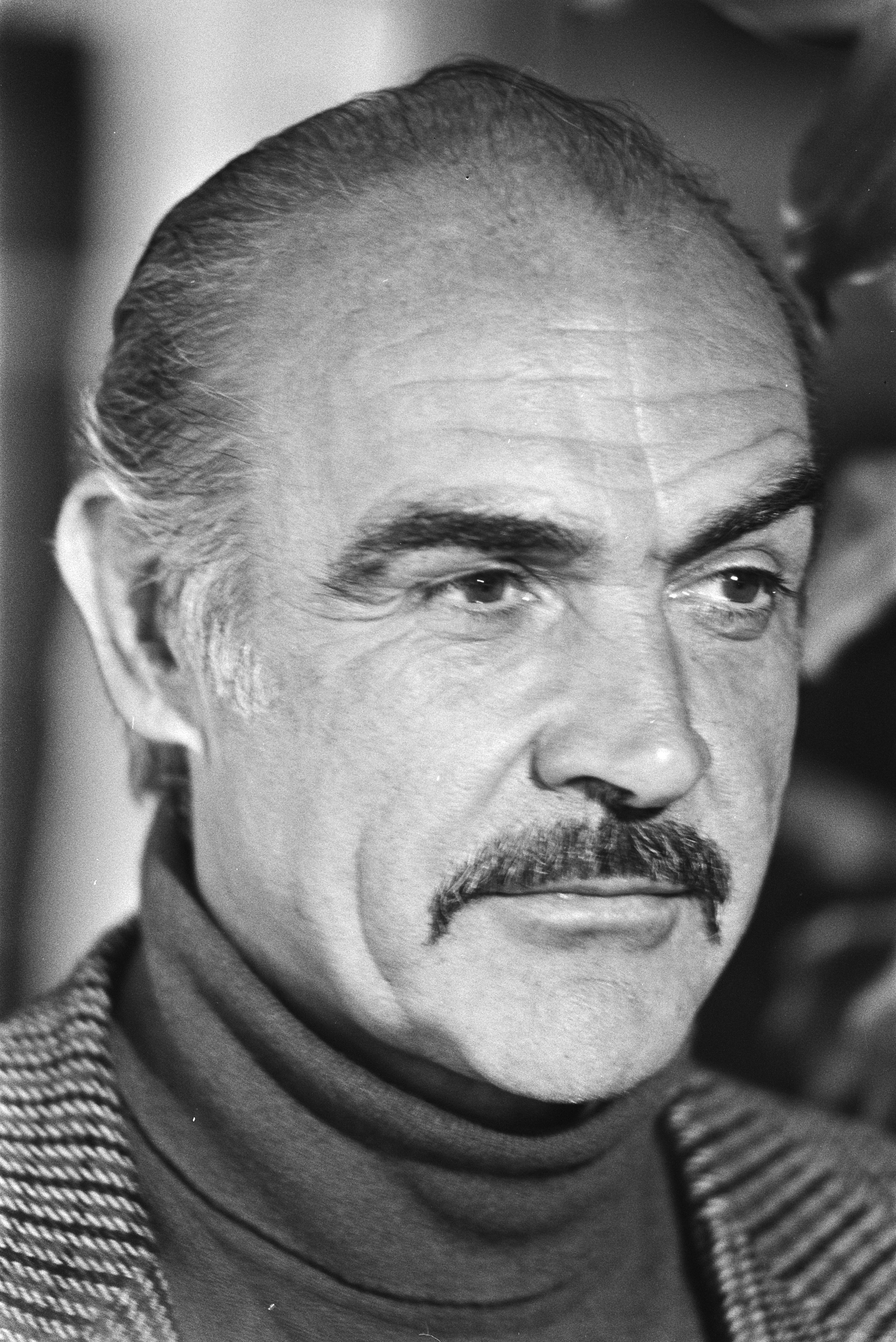
Шон Коннері (1983)

У січні 2022 року продюсерка бондіани Барбара Брокколі назвала ім'я головного претендента на роль наступного агента 007. — У інтерв'ю для Deadline Podcast вона підтвердила — не виключено, що наступною зіркою франшизи буде актор Ідріс Ельба.
Сімейна компанія Брокколі і Зальцмана, Danjaq, LLC, володіла правами на офіційні фільми про Бонда разом з EON з самого початку. Вона стала співвласником з United Artists Corporation з середини 1970-х, коли Зальцман продав UA його частку в Danjaq. Зараз співвласниками є Columbia Pictures і MGM (власник United Artists).
Окрім романів і фільмів, Бонд є популярним персонажем у комп'ютерних іграх, коміксах та був об'єктом численних пародій.

## Фільми про Джеймса Бонда
| №  | Назва                               | Оригінальна назва               | Рік  | Джеймс Бонд    | Режисер                | Бюджет (враховуючи маркетинг) | Касові збори в США | Касові збори у світі |
| -- | ----------------------------------- | ------------------------------- | ---- | -------------- | ---------------------- | ----------------------------- | ------------------ | -------------------- |
| 1  | «Доктор Ноу»                        | Dr. No                          | 1962 | Шон Коннері    | Теренс Янг             | $1 100 000                    | $16 067 035        | $43 500 000          |
| 2  | «З Росії з любов'ю»                 | From Russia with Love           | 1963 | Шон Коннері    | Теренс Янг             | $2 500 000                    | $24 796 765        | $54 100 000          |
| 3  | «Голдфінгер»                        | Goldfinger                      | 1964 | Шон Коннері    | Гай Гемілтон           | $3 500 000                    | $51 081 062        | $73 800 000          |
| 4  | «Кульова блискавка»                 | Thunderball                     | 1965 | Шон Коннері    | Теренс Янг             | $11 000 000                   | $63 595 658        | $77 600 000          |
| 5  | «Живеш тільки двічі»                | You Only Live Twice             | 1967 | Шон Коннері    | Люїс Гілберт           | $9 500 000                    | $43 084 787        | $68 500 000          |
| 6  | «На секретній службі Її Величності» | On Her Majesty's Secret Service | 1969 | Джордж Лезенбі | Пітер Р. Гант          | $7 000 000                    | $22 774 493        | $59 200 000          |
| 7  | «Діаманти залишаються назавжди»     | Diamonds Are Forever            | 1971 | Шон Коннері    | Гай Гемілтон           | $7 200 000                    | $43 819 547        | $72 200 000          |
| 8  | «Живи та дай померти»               | Live and Let Die                | 1973 | Роджер Мур     | Гай Гемілтон           | $7 000 000                    | $35 377 836        | $91 000 000          |
| 9  | «Чоловік із золотим пістолетом»     | The Man with the Golden Gun     | 1974 | Роджер Мур     | Гай Гемілтон           | $13 000 000                   | $20 972 000        | $76 600 000          |
| 10 | «Шпигун, який мене кохав»           | The Spy Who Loved Me            | 1977 | Роджер Мур     | Люїс Гілберт           | $14 000 000                   | $46 838 673        | $138 600 000         |
| 11 | «Місячний гонщик»                   | Moonraker                       | 1979 | Роджер Мур     | Люїс Гілберт           | $34 000 000                   | $70 308 099        | $140 000 000         |
| 12 | «Тільки для ваших очей»             | For Your Eyes Only              | 1981 | Роджер Мур     | Джон Глен              | $28 000 000                   | $54 812 802        | $140 500 000         |
| 13 | «Восьминіжка»                       | Octopussy                       | 1983 | Роджер Мур     | Джон Глен              | $27 500 000                   | $67 893 619        | $119 600 000         |
| 14 | «Вид на вбивство»                   | A View to a Kill                | 1985 | Роджер Мур     | Джон Глен              | $30 000 000                   | $50 327 960        | $152 627 960         |
| 15 | «Іскри з очей»                      | The Living Daylights            | 1987 | Тімоті Далтон  | Джон Глен              | $40 000 000                   | $51 185 000        | $191 200 000         |
| 16 | «Ліцензія на вбивство»              | Licence to Kill                 | 1989 | Тімоті Далтон  | Джон Глен              | $36 000 000                   | $34 667 015        | $156 167 015         |
| 17 | «Золоте око»                        | GoldenEye                       | 1995 | Пірс Броснан   | Мартін Кемпбелл        | $80 000 000                   | $106 429 941       | $242 465 680         |
| 18 | «Завтра не помре ніколи»            | Tomorrow Never Dies             | 1997 | Пірс Броснан   | Роджер Споттісвуд      | $110 000 000                  | $125 304 276       | $214 035 826         |
| 19 | «І цілого світу замало»             | The World Is Not Enough         | 1999 | Пірс Броснан   | Майкл Ептед            | $135 000 000                  | $126 943 684       | $234 888 716         |
| 20 | «Помри, але не зараз»               | Die Another Day                 | 2002 | Пірс Броснан   | Лі Тамахорі            | $142 000 000                  | $160 942 139       | $271 028 977         |
| 21 | «Казино „Рояль“»                    | Casino Royale                   | 2006 | Деніел Крейг   | Мартін Кемпбелл        | $102 000 000                  | $167 445 960       | $426 793 106         |
| 22 | «Квант милосердя»                   | Quantum of Solace               | 2008 | Деніел Крейг   | Марк Форстер (режисер) | $230 000 000                  | $168 368 427       | $404 138 522         |
| 23 | «007: Координати „Скайфолл“»        | Skyfall                         | 2012 | Деніел Крейг   | Сем Мендес             | $200 000 000                  | $304 360 277       | $1 108 561 013       |
| 24 | «007: Спектр»                       | Spectre                         | 2015 | Деніел Крейг   | Сем Мендес             | $300 000 000                  | $200 074 175       | $872 300 000         |
| 25 | «007: Не час помирати»              | No Time to Die                  | 2021 | Деніел Крейг   | Кері Фукунага          | $250 000 000 — $301 000 000   | $160 891 007       | $760 839 661         |

### Неофіційні фільми
- «Казино „Рояль“» — 1967 — Бонда зіграв Дейвід Нівен
- «Ніколи не кажи „ніколи“» — 1983 — Бонда зіграв Шон Коннері

## Речі Джеймса Бонда

### Пістолет
Walther PPK і P99 калібру 7,65 мм є основною зброєю агента 007 Джеймса Бонда, причому пістолету приписуються фантастичні бойові властивості. У фільмі Завтра не помре ніколи модель PPK замінюють на Walther P99, однак у фільмі Квант милосердя йому знову повертають Walther PPK.

### Автомобіль

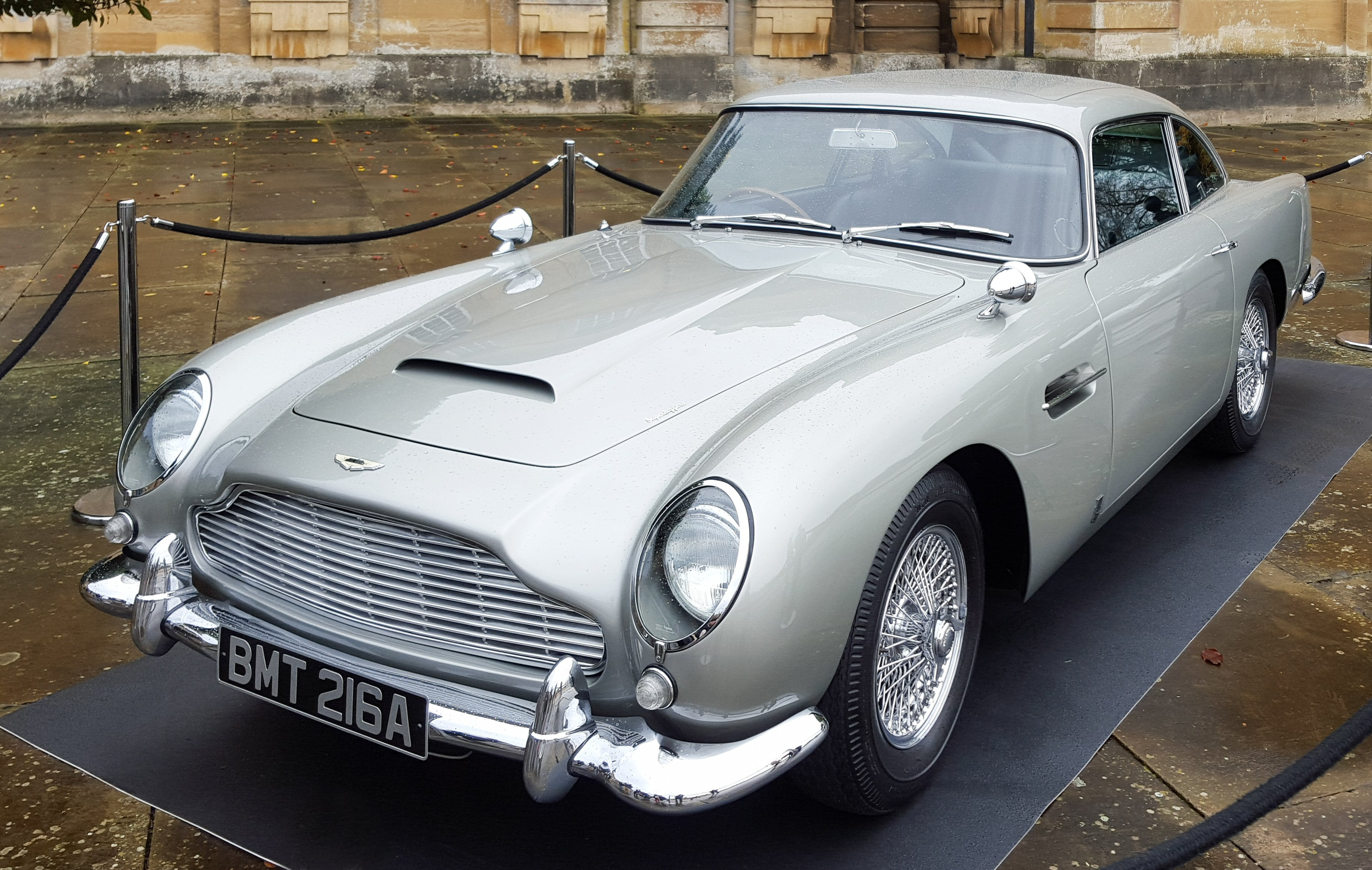
Aston Martin DB5

Найвідоміший автомобіль Бонда — сріблясто-сірий Aston Martin DB5, що вперше з'явився у фільмі «Голдфінгер», а також «зіграв» у фільмах «Кульова блискавка», «Золоте око», «Завтра не помре ніколи», "Казино «Рояль», "007: Координати «Скайфолл». У фільмах використано декілька різних Aston Martin для зйомок та реклами, один з яких був проданий в січні 2006 року на аукціоні в США за 2 090 000 доларів невідомому європейському колекціонерові.
Бонд у фільмах керував низкою автомобілів, включаючи Aston Martin V8 Vantage, у 1980-х роках, V12 Vanquish і DBS протягом 2000-х років, а також Lotus Esprit, BMW Z3, BMW 750iL і BMW Z8. Разом з тим він також міг керувати багатьма іншими автомобілями, починаючи від Citroën 2CV до автобуса Routemaster.

### Меблі
Бренд англійських меблів для гаража Дюра [Архівовано 22 листопада 2021 у Wayback Machine.] відзначився у останьому фільмі Бондіани — «Не час помирати». Вони відповідають стилю головного героя та антуражу приміщення, а саме літаку, який належить таємній службі розвідки. Вибір цього бренду залежав не лише від країни виробника, а й від нагород, які отримав цей бренд, а саме: The Queen's Awards for Enterprise та Red Dot Design Award.

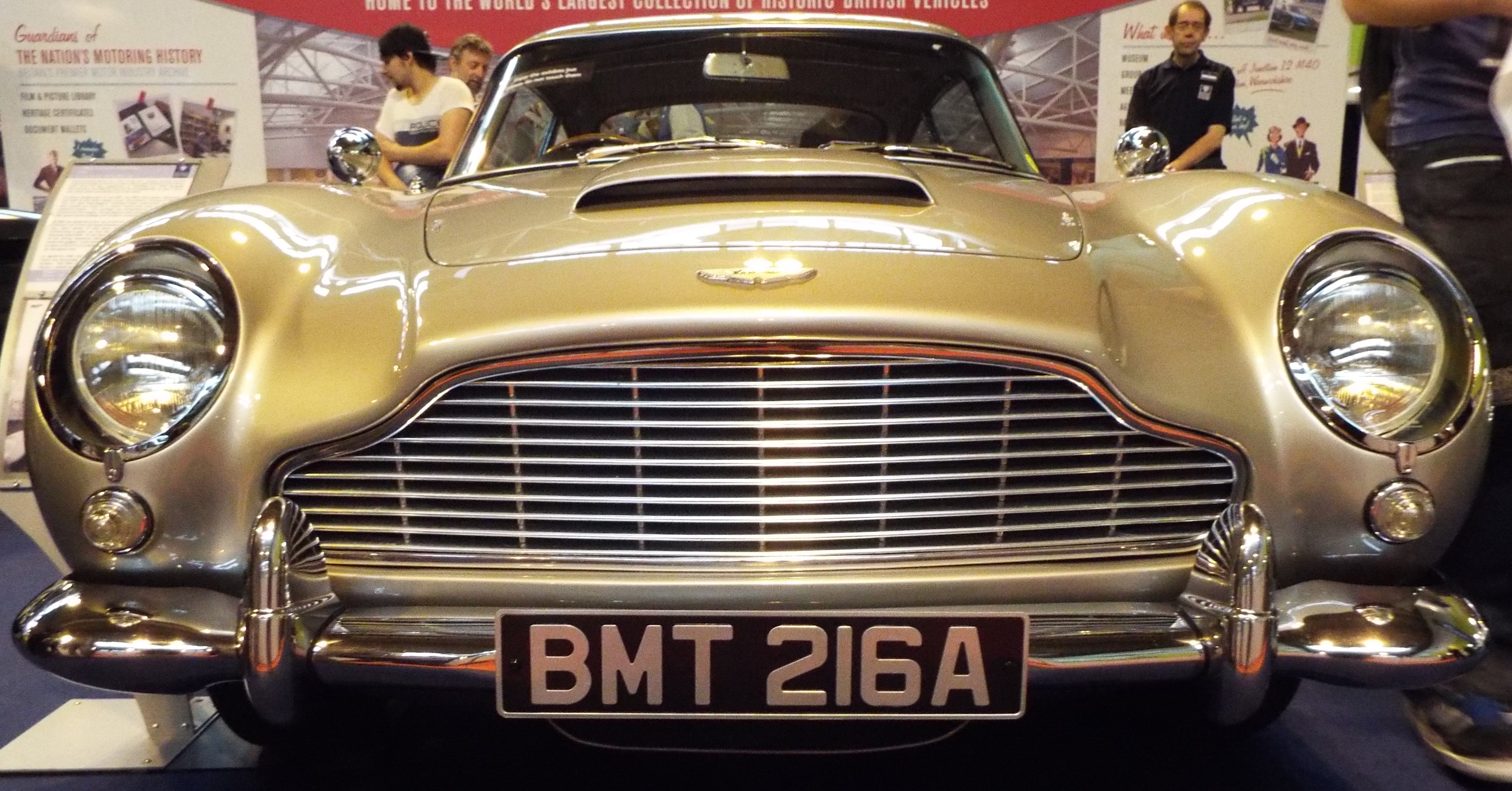
Aston Martin DB5
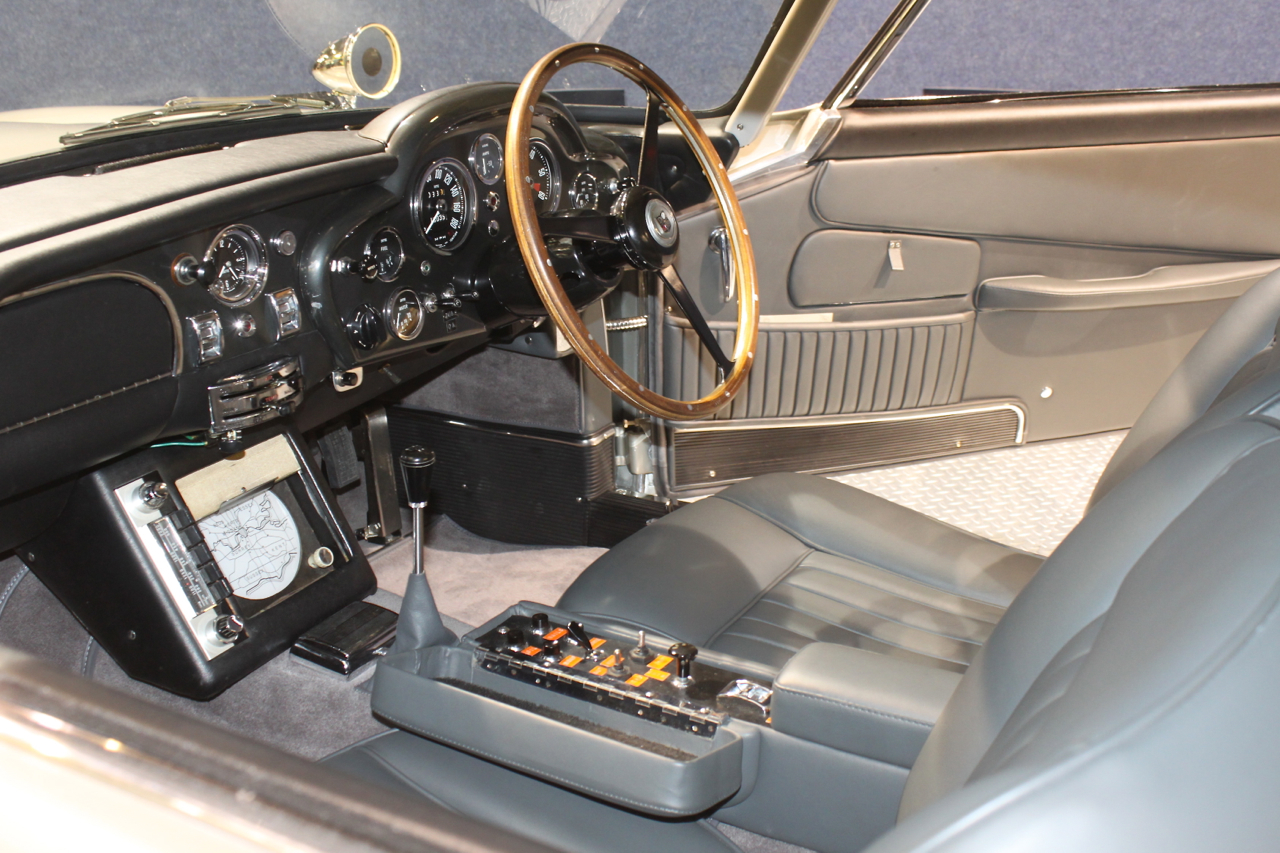
Aston Martin DB5, інтер'єр
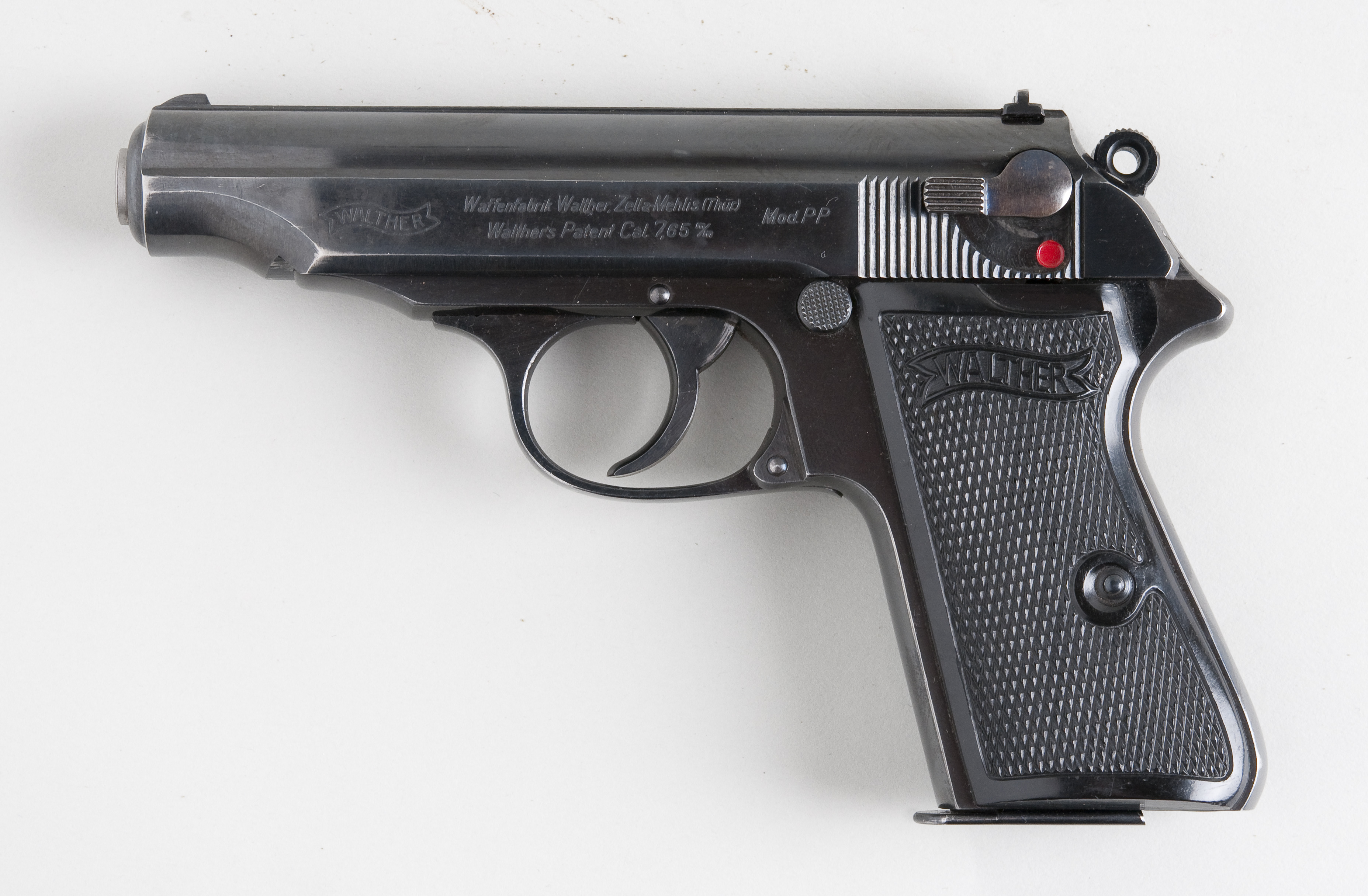
Walther PP/PPK

## Натхнення та творчість Яна Флемінга
Вважається, що прототипом агента британської розвідки 007 Джеймса Бонда був Зігмунд Розенблюм.
Коммандер Джеймс Бонд, кавалер ордену Св. Майкла і Св. Георга, офіцер запасу Королівських Військово-Морських Сил є агентом британської служби розвідки Secret Intelligence Service (SIS) (відомішу як MI6). Він був створений у лютому 1952 року Яном Флемінгом, що перебував в той час на відпочинку у своєму маєтку «Золоте Око» на Ямайці. Герой оповідання Флемінга, Бонд, був однойменним американським орнітологом, експертом у птахах Карибського басейну і автором підручника: Птахи Вест-Індії. Флемінг любив спостерігати за птахами, тож мав примірник Бондового підручника у «Золотому Оці». Щодо імені Флемінг якось сказав, «Мені було потрібне найпростіше, найтупіше, і найлегше за звучанням ім'я, яке тільки було можливе, тому варіант „Джеймс Бонд“ був набагато ліпшим за щось привабливіше, типу 'Перегрін Мелтреверс'. З ним і навколо нього відбуватимуться незвичайні події, та він лишатиметься нейтральною фігурою — анонімний грубий інструмент, керований урядом.»
Батьків Бонда звати Ендрю Бонд, шотландець, і Монік Делакруа з Швейцарії (ці національності було встановлено в На Секретній службі Її Величності). Шотландська спадщина Бонда частково була наслідком вражень Флемінга від втілення його героя на екрані Шоном Коннері, а мати Бонда носила ім'я на честь колишньої нареченої Флемінга. У вигаданій біографії Бонда Джон Пірсон подає його дату народження — 11 листопада 1920 року, хоча у творах Флемінга для цього немає жодних доказів. Флемінга надихнув справжній шпигун — Душан Попов, сербський подвійний агент як для Великої Британії, так і для Німеччини, що мав славу «плейбоя».
Після завершення рукопису, названого потім Казино «Рояль», Флемінг дозволив його приятелеві Вільяму Пломеру, поетові, а пізніше — редакторові Флемінга, це прочитати. Пломеру це сподобалося, і він передав рукопис Джонатану Кейпу, якому це не так сильно сподобалося, однак все одно було видано у 1953 році завдяки тому, що Ян був молодшим братом Пітера Флемінга, відомого письменника, що описував подорожі. Він теж замовив за нього слово.
Більшість дослідників погоджуються, що Джеймс Бонд є романтизованою версією самого Флемінга; автор був відомий своїм непосидючим характером і репутацією бабія. Обидва відвідували ті самі навчальні заклади, полюбляли одні й ті ж страви (наприклад, омлет і свинину), мали однакові звички, поділяли погляди на жінок (як вони мають виглядати і одягатися), мали схожу освіту і військову кар'єру, обидва сягли рангу Командора. Хоча більше прототипів, крім Флемінга, невідомо, образ Бонда, відомого «вихованістю і досвідченістю», базується на молодому Хоуджі Кармайклі. В Казино «Рояль» Веспер Лінд говорить про Бонда: «Він дещо нагадує мені Хоуджі Кармайкла, але ще є щось холодне і безжальне». Інші особливості стилю Бонда, такі як зріст, зачіска і колір очей були характерними для самого Флемінга.
Флемінг, тим не менш, зізнався, що його надихнули достовірні (чи напівдостовірні) події, що мали місце під час його кар'єри у Військово-Морській Розвідці Адміралтейства. Наприклад, основою для твору Казино «Рояль» стала мандрівка до Лісабону Флемінга і голови Військово-Морської Розвідки, адмірала Ґодфрі, під час Другої світової війни на шляху до Сполучених Штатів. Перебуваючи там, вони відвідали казино Есторіл, де, завдяки нейтральному статусові Португалії, завжди були присутні шпигуни ворогуючих країн. Флемінг запевняв, що там його начисто обіграв в баккара «німецький агент»; однак адмірал Ґодфрі розповідає іншу історію, про те, як Флемінг грав з простими португальськими бізнесменами, а потім йому приверзлося, що вони були німецькими агентами.

## Романи
Див. докладніше Серія книг про Джеймса Бонда
В лютому 1952 року Ян Флемінг почав роботу над першим романом про Джеймса Бонда. На той час Флемінг працював в London Sunday Times. Перед тим, як погодитися працювати там, Флемінг поставив за умову двомісячну відпустку щороку. Між 1953 та його смертю в 1964 році опублікував 12 романів і одну збірку оповідань (наступна збірка вийшла вже після його смерті). Пізніше, романи-продовження були написані Кінгслі Еміс (псевдонім Роберт Маркхем), Джоном Пірсоном, Джоном Гарднером і Раймондом Бенсоном; останні з цих книг вийшли у 2002 році. У 2005 почалася нова серія романів про пригоди Бонда-підлітка, Юний Бонд, написана Чарлі Хіґсоном.

## Цікаві факти
- У 1928 році в Торонто об'єдналися два протестантських приходи: конгрегаціоналістська церква на вулиці Бонда і пресвітеріанська церква на площі Святого Джеймса. Нова організація отримала назву Об'єднаної церкви Святого Джеймса Бонда. Назву скасували лише в 2005 році. В 1966 була знята пародія на бондіану — фільм «Наша людина Флінт».
- На честь персонажу названо астероїд 9007 Джеймс Бонд.